# Henrik Otto von Albedyl
Henrik Otto von Albedyl (ur. 1666, zm. 1738) – oficer w służbie Holandii i Saksonii. Jego ojczyzną była Łotwa. W roku 1707 przeszedł na służbę szwedzką i w roku 1716 został generałem-pułkownikiem piechoty. Uczyniony baronem w roku 1720. W roku 1724 opuścił służbę szwedzką, by zostać wojskowym komendantem Hamburga.